# Microdothiorella sphaeralceae
Microdothiorella sphaeralceae är en svampart som beskrevs av M.E.A. Costa & Sousa da Câmara 1955. Microdothiorella sphaeralceae ingår i släktet Microdothiorella, divisionen sporsäcksvampar och riket svampar.   Inga underarter finns listade i Catalogue of Life.